# Stor-Agertjärnen
Stor-Agertjärnen är en sjö i Vansbro kommun i Dalarna och ingår i Dalälvens huvudavrinningsområde.